# Boston Marathon 1911
De Boston Marathon 1911 werd gelopen op woensdag 19 april 1911. Het was de vijftiende editie van deze marathon.
De Amerikaan Clarence DeMar, die een jaar eerder als tweede was geëindigd, kwam ditmaal als eerste over de streep in 2:21.39,6.
Evenals in voorgaande jaren was het parcours, ten opzichte van de sinds de Olympische Spelen van 1908 gevestigde opvatting dat de marathon een lengte van 42,195 km hoorde te hebben, te kort. Het was namelijk nog steeds tussen de 37 en 38,8 km lang.

## Uitslag
| rang   | naam            | land | tijd      |
| ------ | --------------- | ---- | --------- |
| Goud   | Clarence DeMar  | USA  | 2:21.39,6 |
| Zilver | Festus Madden   | USA  | 2:24.31,3 |
| Brons  | Édouard Fabre   | CAN  | 2:29.22,2 |
| 4      | Robert Fowler   | USA  | 2:29.31   |
| 5      | Richard Piggott | USA  | 2:30.45,6 |
| 6      | Daniel Sheridan | CAN  | 2:31.44,7 |
| 7      | Albert Harrop   | USA  | 2:32.31,2 |
| 8      | William Galvin  | USA  | 2:33.10,8 |
| 9      | Mike Ryan       | USA  | 2:36.15   |
| 10     | Joseph Lorden   | USA  | 2:36.33   |

1897 ·
1898 ·
1899 ·
1900 ·
1901 ·
1902 ·
1903 ·
1904 ·
1905 ·
1906 ·
1907 ·
1908 ·
1909 ·
1910 ·
1911 ·
1912 ·
1913 ·
1914 ·
1915 ·
1916 ·
1917 ·
1918 ·
1919 ·
1920 ·
1921 ·
1922 ·
1923 ·
1924 ·
1925 ·
1926 ·
1927 ·
1928 ·
1929 ·
1930 ·
1931 ·
1932 ·
1933 ·
1934 ·
1935 ·
1936 ·
1937 ·
1938 ·
1939 ·
1940 ·
1941 ·
1942 ·
1943 ·
1944 ·
1945 ·
1946 ·
1947 ·
1948 ·
1949 ·
1950 ·
1951 ·
1952 ·
1953 ·
1954 ·
1955 ·
1956 ·
1957 ·
1958 ·
1959 ·
1960 ·
1961 ·
1962 ·
1963 ·
1964 ·
1965 ·
1966 ·
1967 ·
1968 ·
1969 ·
1970 ·
1971 ·
1972 ·
1973 ·
1974 ·
1975 ·
1976 ·
1977 ·
1978 ·
1979 ·
1980 ·
1981 ·
1982 ·
1983 ·
1984 ·
1985 ·
1986 ·
1987 ·
1988 ·
1989 ·
1990 ·
1991 ·
1992 ·
1993 ·
1994 ·
1995 ·
1996 ·
1997 ·
1998 ·
1999 ·
2000 ·
2001 ·
2002 ·
2003 ·
2004 ·
2005 ·
2006 ·
2007 ·
2008 ·
2009 ·
2010 ·
2011 ·
2012 ·
2013 ·
2014 ·
2015 ·
2016 ·
2017 ·
2018 ·
2019 ·
2020 ·
2021 ·
2022